# Kroppacher Schweiz

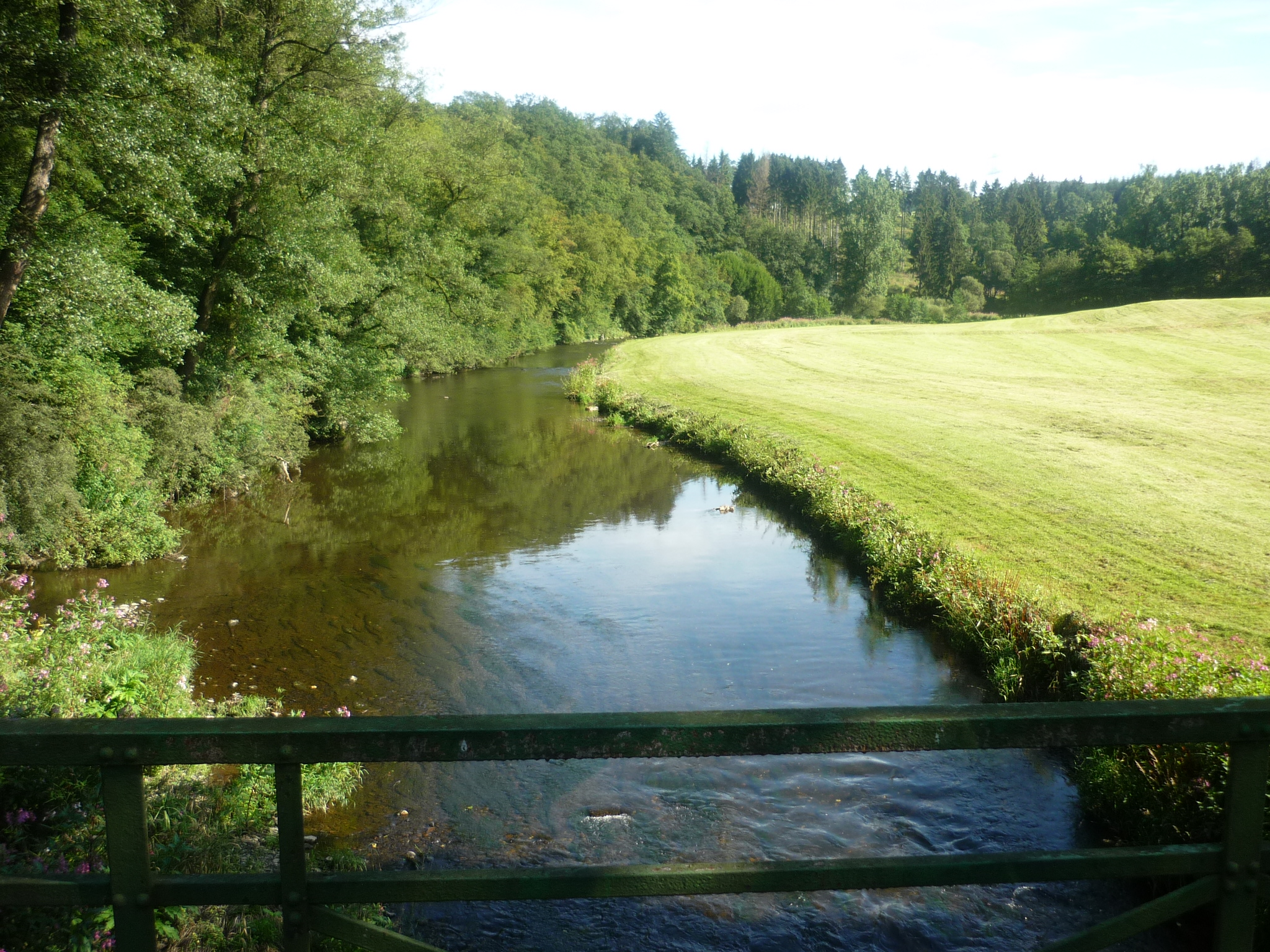
Kroppacher Schweiz, die Nister zwischen Wissen und Helmeroth

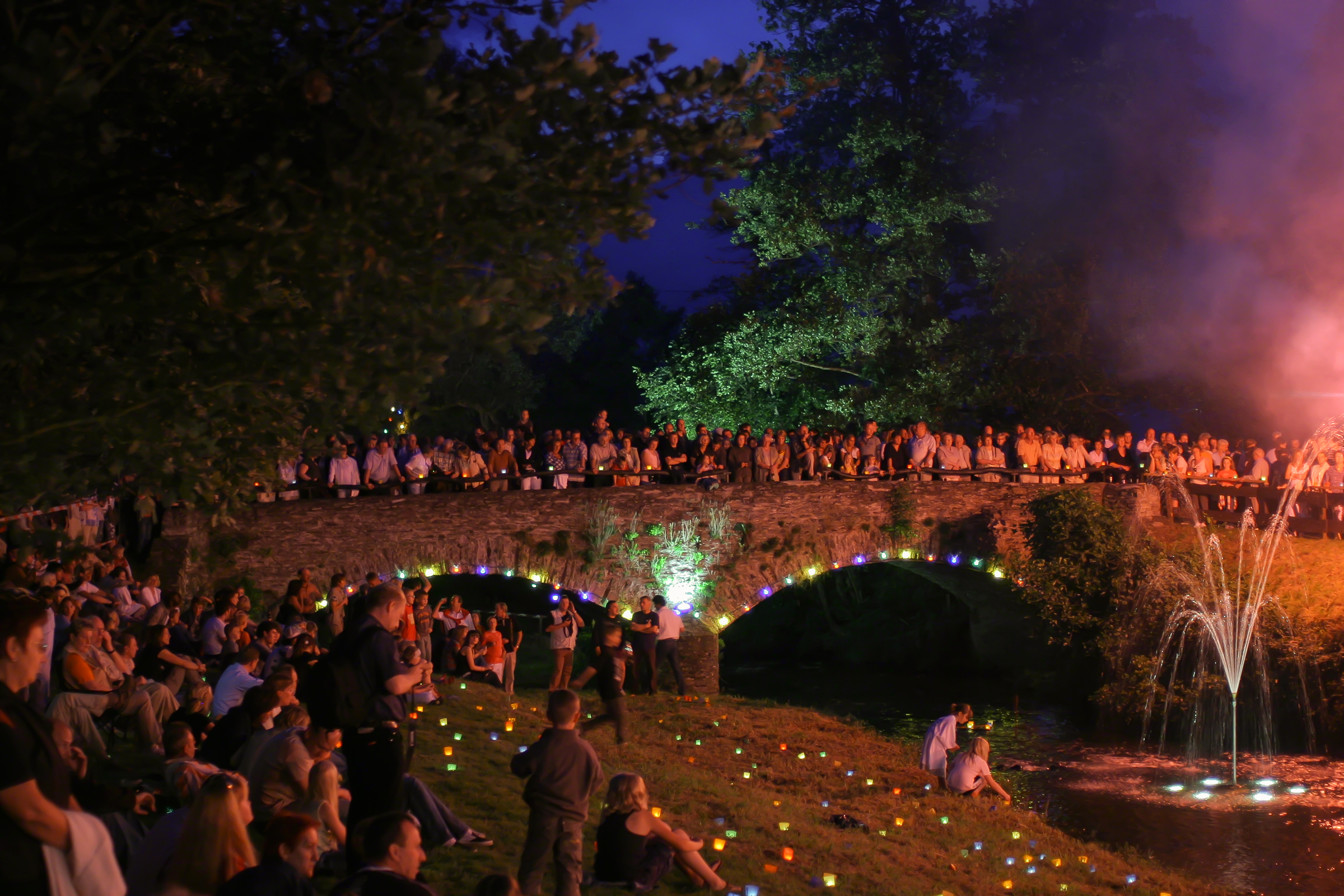
Das Brückenfest in Limbach ist eine der bestbesuchten Veranstaltungen in der Kroppacher Schweiz

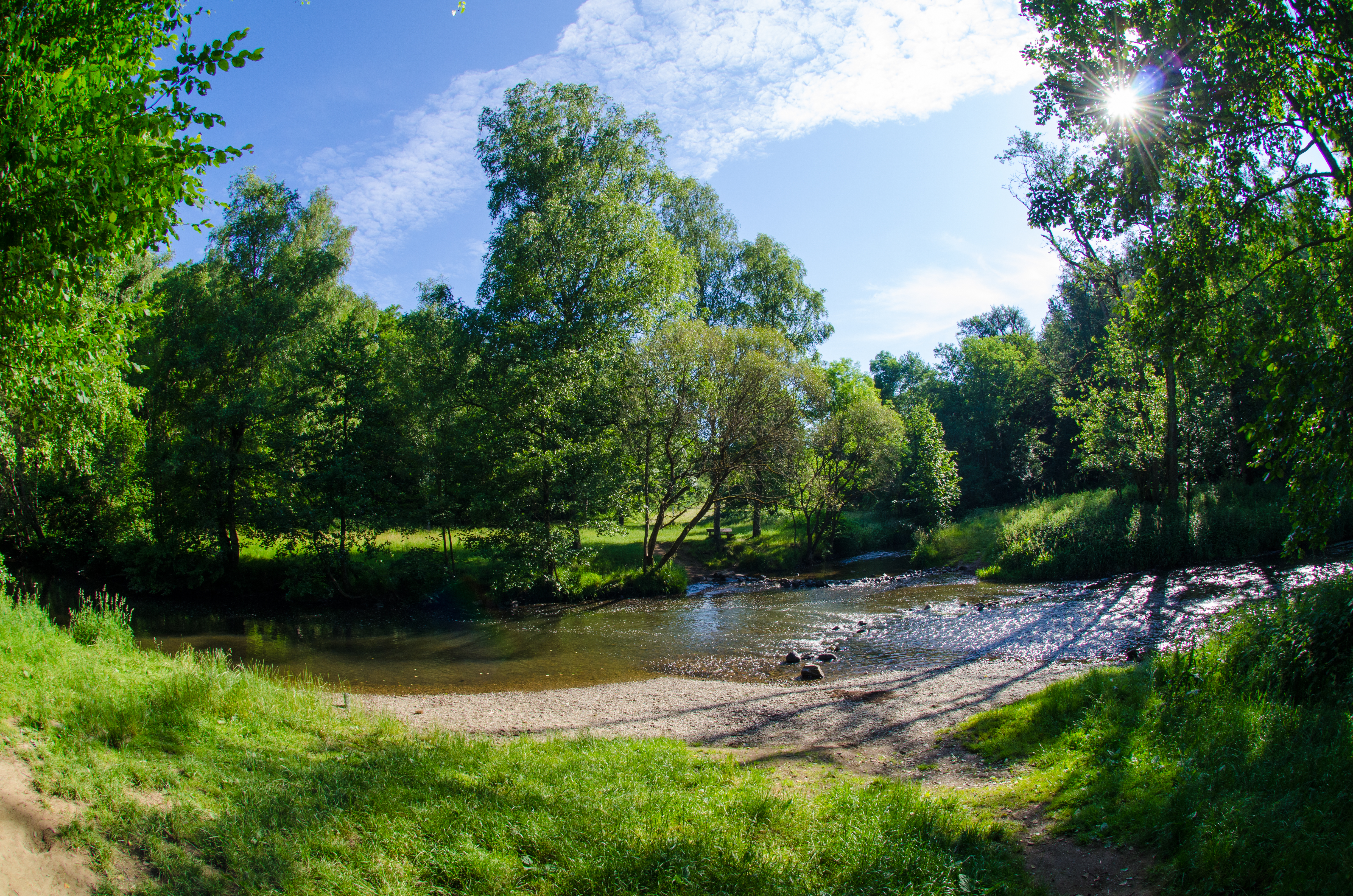
Deutsche Eck bei Heimborn

Die Kroppacher Schweiz ist eine Landschaft in den Verbandsgemeinden Hachenburg, Altenkirchen und Wissen im rheinland-pfälzischen Teil des Westerwaldes. Sie liegt am unteren Lauf der Nister und trägt ihren ersten Namensteil nach dem Ort Kroppach, der über dem Nistertal ragt, während ihr zweiter auf die charakteristischen Rippen und Felswände anspielt.
Die Kroppacher Schweiz ist Teil des Naturraumes Nisterbergland und damit des Mittelsieg-Berglandes.

## Orte
Zur Kroppacher Schweiz gehören nisterabwärts die Orte Astert, Atzelgift, Heuzert, Kroppach, Kundert, Limbach, Mörsbach, Heuzert, Heimborn, Stein-Wingert, Streithausen, Idelberg und Helmeroth.

## Geologie
Geologisch entstand das Gebiet dadurch, dass die Nister, vom Hohen Westerwald kommend, ihren Weg in Jahrtausenden in vielen Windungen tief in die wellige Landschaft eingegraben hat. Die dadurch sehr steil eingeschnittenen Ufer haben bei dem alljährlichen Absinken eine grandiose Felsenlandschaft freigelegt.

## Landschaft
Die Kroppacher Schweiz ist Teil des 1969 ausgewiesenen Landschaftsschutzgebietes Nistertal. Sie wird von zahlreichen ausgewiesenen Wanderwegen entlang des Laufes der Nister durchzogen. Zu den bekanntesten zählen der Westerwaldsteig, der Marienwanderweg – ein alter Pilgerpfad, der das Zisterzienserkloster Marienstatt mit dem Franziskanerkloster Marienthal verbindet – und der Naturlehrpfad an das sogenannte Ende der Welt bei Stein-Wingert.
Hauptzugänge in die Kroppacher Schweiz sind Hachenburg, Kroppach/Bahnhof, Ingelbach und Wissen.